# François Ernest Fournier
François Ernest Fournier, francoski admiral, * 23. junij 1842, † 6. november 1934.
V imenu Francije je 11. maja 1884 podpisal Tientsinski sporazum, s katerim se je končala nedeklarirana vojna med Francijo in Kitajsko glede nadzora na severnim Vietnamom (Tonkin).